# Колючник бесстебельный
Колючник бесстебельный (лат. Carlina acaulis) — вид травянистых цветковых растений семейства Астровые, или Сложноцветные (Asteraceae).

## Ботаническое описание
Многолетнее травянистое растение. Стебель укороченный. Листья перисто-рассечённые почти до средней жилки, рассеянно-опушённые, колючие. Цветки собраны в довольно крупные корзинки, сидят посередине листовых розеток. Листочки обертки неодинаковы: внешние - зелёные, листообразные; средние - тёмно-бурые с разветвлёнными колючками по бокам; внутренние - лепестковидные, желтовато-беловатые, блестящие. Совместное цветоложе покрыто плёнками. Плоды - семянки, волосистые, с хохолком, составленным из одного ряда разветвлённых перистых щетинок. Цветёт в июле - сентябре.

## Распространение
Распространён в горах Европы — Пиренеях, Севеннах, Юре, Альпах, Апеннинах, Балканах, Карпатах. Растёт на сухих лугах, горных склонах, лесных полянах в лесном и субальпийском поясах (500-1500 м).

## Хозяйственное значение и применение
Для лечения используется корень, содержит эфирное масло, дубильные вещества, смолы, до 20% инулина и тому подобное. Используется как мочегонное, потогонное, отхаркивающее, при задержке менструаций.
Отвар из корней пьют при простудных заболеваниях мочевых органов и почек, при болях в желудке и катарах лёгких. Кроме того, им лечат почечные отёки, отвар выгоняет глистов. Вместо отвара используют также порошок из растёртого сухого корня.